# Masia Puigdetiula
La masia Puigdetiula és un edifici de Cunit (Baix Penedès) protegit com a bé cultural d'interès local.

## Descripció
És situada dalt d'un turó dins la Urbanització Costa Cunit-Cubelles. L'edifici presenta una disposició en forma d'ela. A la part antiga de la casa se li adossaren dues naus, una horitzontal i l'altra vertical que talla l'antic habitatge. El nucli antic (1879) presenta dues plantes. Els baixos tenen una porta de llinda i una finestra quadrada. La primera planta consta de dues finestres quadrades amb base. La nau vertical té també dues plantes, amb porta d'arc rebaixat (baixos) i una finestra rectangular (primera planta).
La nau horitzontal, on viuen els amos, consta d'una sola planta amb porta i dues finestres d'arc rebaixat. Hi destaca una decorada xemeneia. L'habitatge és tancat per un mur i té una sèrie de dependències pròpies d'aquest tipus d'edifici.

## Història
L'antic habitatge data del 1879, segons una inscripció que hi ha a l'entrada. La masia és guardada per un masover.